# Goldgrubengrund

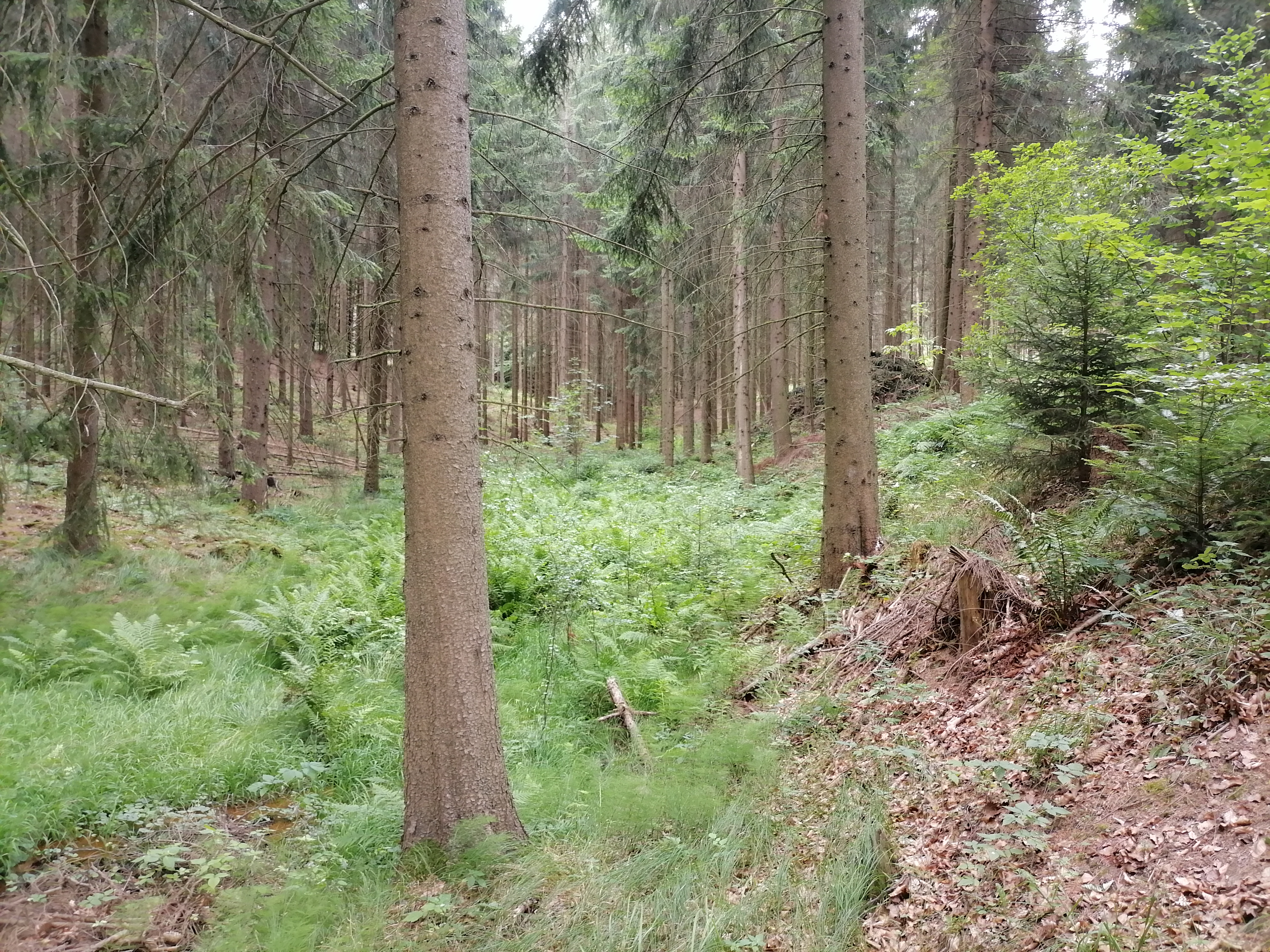

Der Goldgrubengrund, auch die Goldgrube genannt, ist ein Seitental der Roten Weißeritz bei Dippoldiswalde im Landkreis Sächsische Schweiz-Osterzgebirge, in der Dippoldiswalder Heide. Im unteren Abschnitt ist er ein Kerbtal.

## Lage

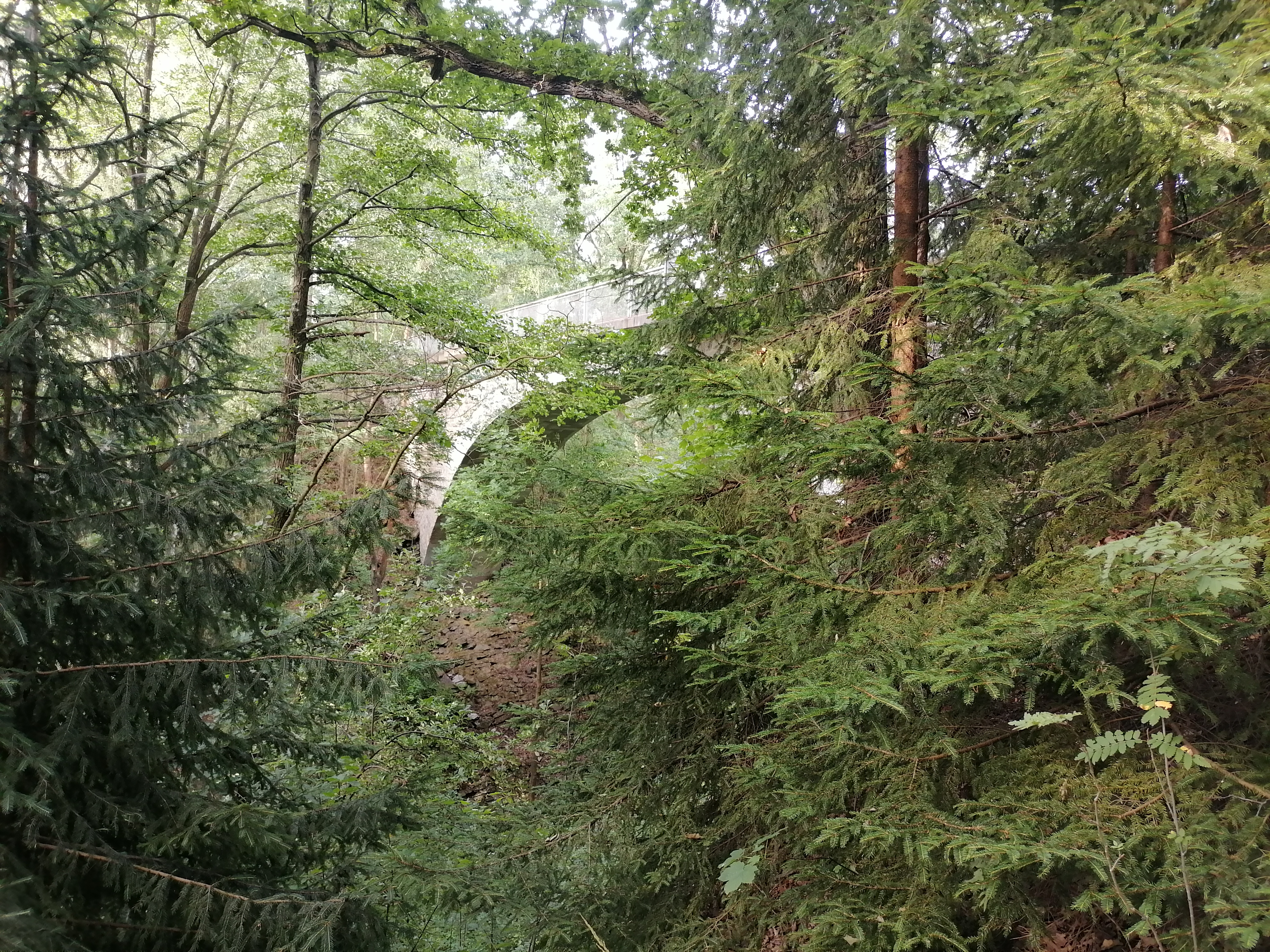

Als Goldgrubengrund wird das Seitental bezeichnet, welches 116 Meter unterhalb dem Holzlagerplatz auf der Kiesgrube beginnt und in den Seifersdorfer Grund bei einer im Jahre 1911 fertiggestellten Bahnbrücke nach 600 Metern auf die Brettmühlwiese übergeht. Der größte Teil des Grundes ist nach Rabenau gemarkt, auf einer Fläche von etwa 3000 m² ist er nach Seifersdorf mit dem Bahntrassengelände gemarkt.

## Geschichte

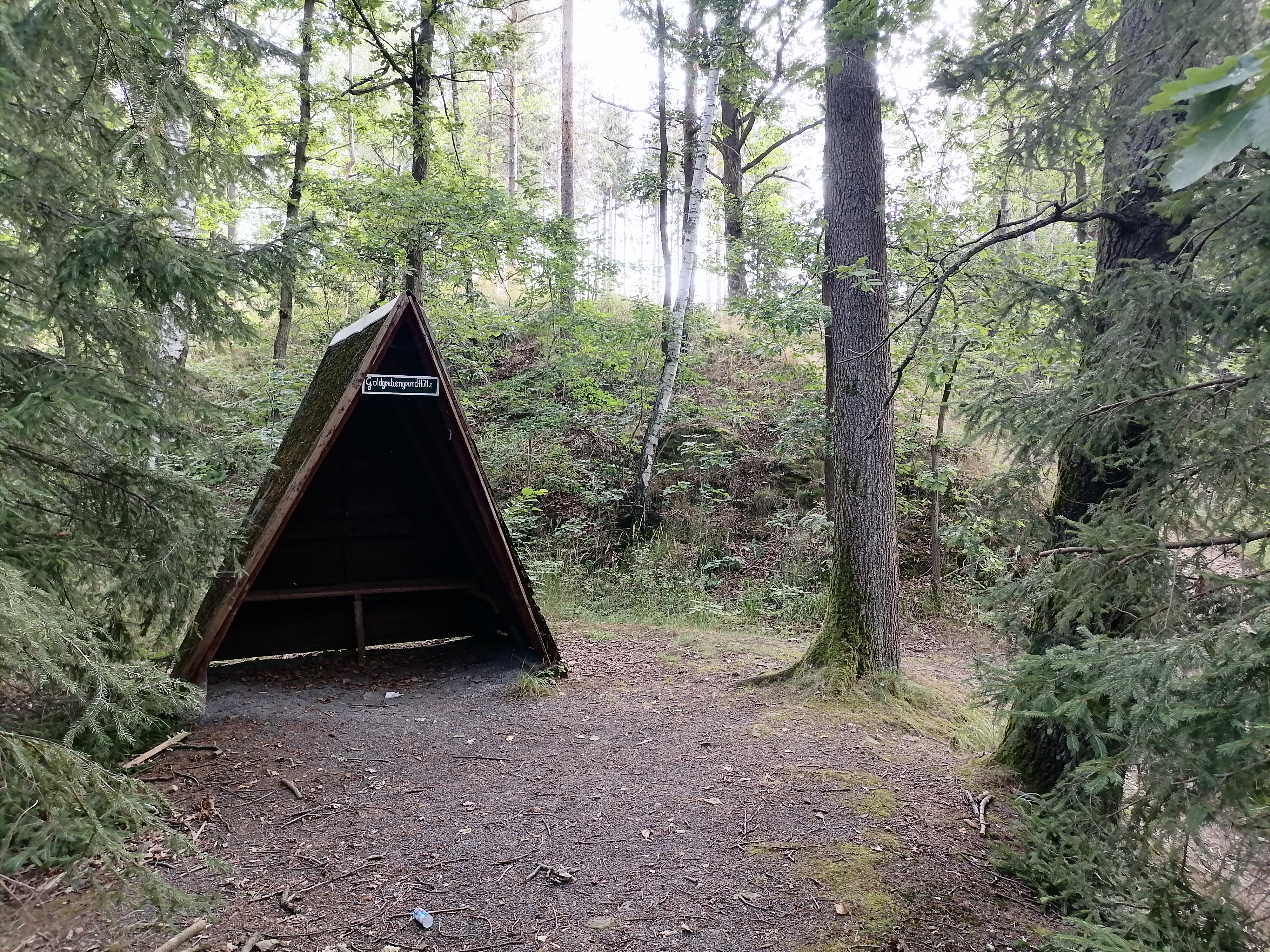

Der Name des Grundes beruht darauf, dass hier in früheren Jahrhunderten Gold gesucht wurde. Am 6. März 1802 wurde in dem Grund bei einer Treibjagd der letzte Wolf geschossen. Die im Jahre 1911 fertiggestellte Bahnbrücke misst 34 Meter und hat am höchsten Punkt eine Höhe von 19,7 Metern. Seit dem Jahre 1997 führt der durch die ABM-Gruppe Mühlenhof-Seifersdorf angelegte Bahnrundwanderweg durch den Grund. Eine Schutzhütte für Wanderer ist auch vorhanden.

## Goldgrubenbach

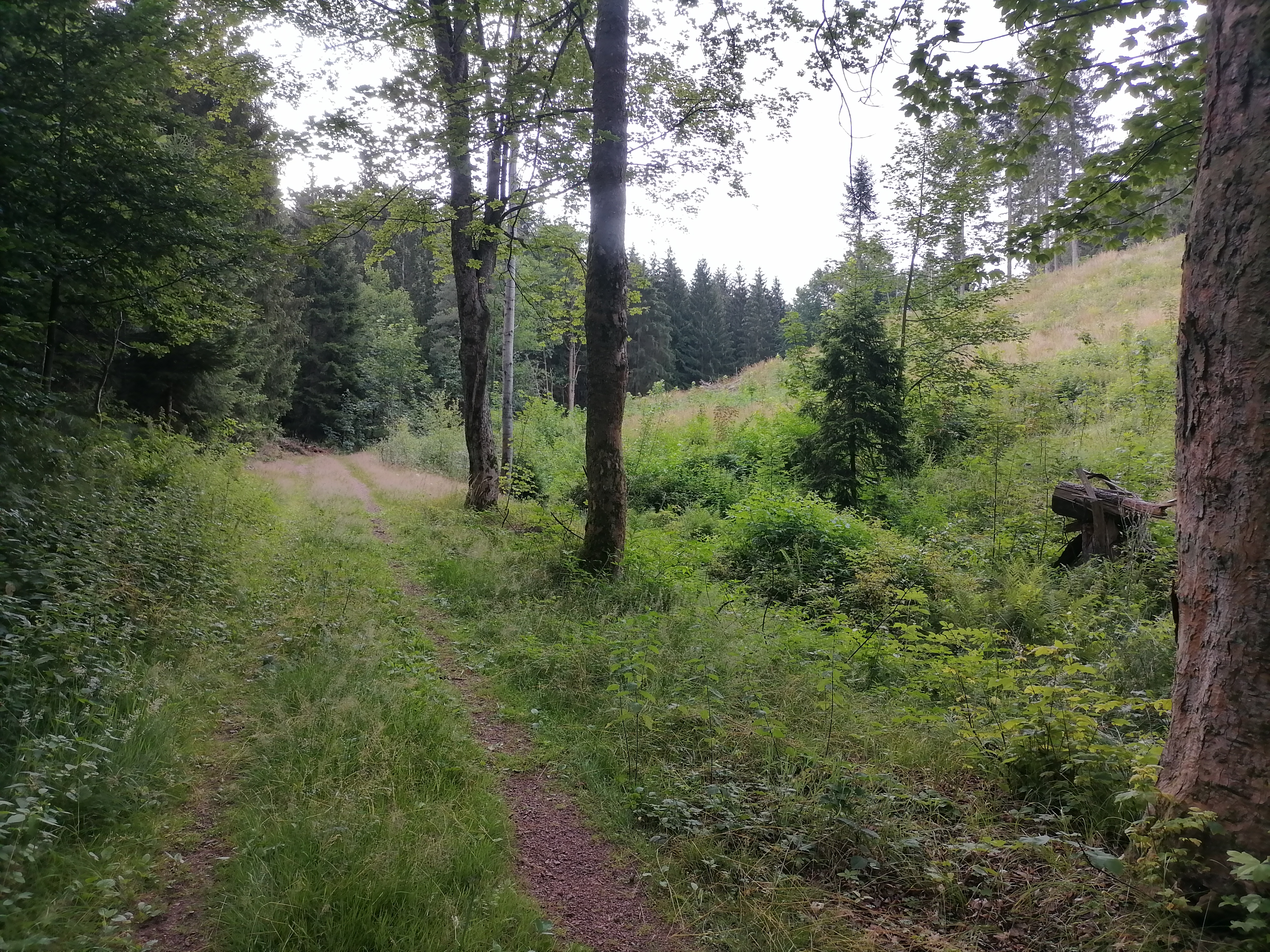

Der gleichnamige Bach des Grundes durchläuft diesen in der gesamten Länge, bereits in den Meilenblättern (Freiberger Exemplar) wird er im Jahre 1785 als Goldbornflüsschen genannt. Die Quelle trägt den Namen Goldborn. Auf der Karte der Roten Weißeritz um das Jahr 1800 wird er auch als Goldgrubenflössel genannt. Seit dem Jahre 1864 mündet der Bach in den Mühlgraben der damals neugebauten Öl- und Knochenmühle, dem heutigen Elektrizitätsschauwerk Seifersdorf.

## Gestein
Es findet sich im unteren Teil des Grundes grauer Gneis, dem Quarzgerölle (einige sind Gangquarze) und andere Gesteinsanteile der Niederschönaer Schichten (Niederschöna-Formation) aufliegen, in denen selten Amethyste (im Geröll unter 1 %) vorkommen. Zudem sind in diesen Grundschottern (Basalgerölle, da sie an der Basis des Sandsteins der Niederschönaer Schichten auftreten) Schwerminerale enthalten, es wurden geringe Goldgehalte festgestellt. Die Herkunft der Schotter wird im westlichen Einzugsgebiet des kreidezeitlichen Niederschönaer Flusses vermutet.

## Tourismus
Den Grund erreicht man über den Bahnrundwanderweg, einen Steig von Seifersdorf und von Malter aus. Das Begehen über diesen Weg ist zum Wandern geeignet, das Befahren mit dem Fahrrad, Rollstuhl oder Kinderwagen ist nicht möglich. Weitere für alle geeignete Waldwege sind vorhanden.